# Пиксев
 Пиксев  — поселок Нижнеломовского района Пензенской области. Входит в состав Голицынского сельсовета.

## География
Находится в северо-западной части Пензенской области на расстоянии приблизительно 34 км на восток-северо-восток по прямой от районного центра города Нижний Ломов.

## История
Построен в начале 1920-х годов сельскохозяйственным кооперативом «Пиксев» на одноимённой речке. В 1955 году — колхоз имени Энгельса. В 1975 году в черту посёлка включён посёлок Надеждинский. В 2004 году — 1 хозяйство.

## Население
Численность населения: 42 человека (1926 год), 54 (1930), 40 (1939), 30 (1959), 70 (1979), 29 (1989), 14 (1996). Население составляло 1 человек (русские 100 %) в 2002 году, 4 в 2010.